# 安心院公正
安心院 公正（あじむ きみまさ）は、戦国時代から安土桃山時代にかけての武将、神職。安心院家の最後の当主。龍王城主。

## 出自
安心院氏は豊前国宇佐郡の有力国人で、宇佐氏の庶流かつ宇佐大宮司の家系であった。安心院庄の地頭の系譜を持つ。
確認できる安心院家出身の大宮司を以下に列記する。
- 安心院公泰
- 安心院公宣

- 安心院公増
- 安心院公世

- 安心院公見
- 安心院公正

- 安心院公糺（安心院千代松丸）

## 生涯
生年は不詳。大内氏滅亡後の弘治2年（1556年）、大友義鎮が龍王城を陥落させると、公正はその他の国人領主らと共に大友氏に従属した。公正は義鎮より龍王城を任せられ、この前後に「麟」の字を賜って「麟生」と称したという。
永禄年間には大友氏に従って各地を転戦し、九州へ進出していた毛利氏とも刃を交えている。天正10年（1582年）、公正は大友氏に反旗を翻した。義鎮に討伐の命を受けた田原紹忍、田原親盛らに攻撃され、翌天正11年（1583年）1月20日に龍王城は落城し、公正は萱籠村中尾まで逃れるも、敵に追い詰められて自害した。
子に公糺がいたというが、幽閉されたのち逃走を図ったため佐田鎮綱の追討を受けて殺害された。